# Plaza Rocha

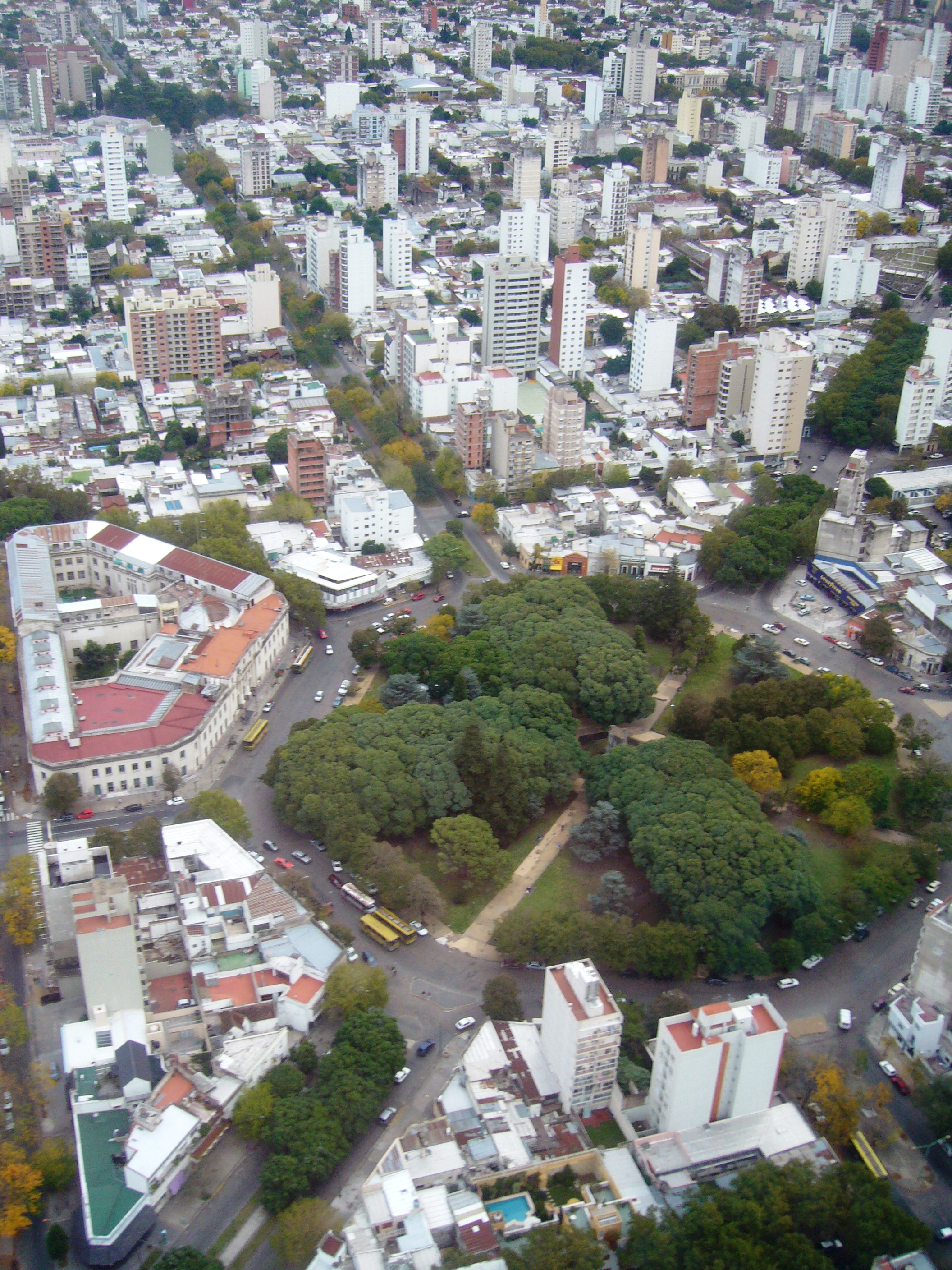
Vista aérea de la Plaza Rocha. A la izquierda, la Facultad de Bellas Artes.

La Plaza Dardo Rocha se encuentra en el cruce de las avenidas 7 y 60 junto con las diagonales 73 y 78, en la ciudad argentina de La Plata, capital de la Provincia de Buenos Aires.
Fue diseñada junto con todo el trazado urbano de la ciudad, por el ingeniero Pedro Benoit en el año 1882, por encargo del Gobernador de la Provincia, Dardo Rocha, cuyo nombre le fue impuesto en 1922 luego de su muerte. La plaza fue pensada con forma octogonal y su borde está marcado con una calle que toma el nombre de “Plaza Rocha”.
En su centro se encuentra el Monumento a Rocha, inaugurado en 1934. El mismo fue realizado por César Sforza en piedra Mar del Plata y tiene al frente un medallón con la efigie del fundador, y arriba un friso con figuras que muestran obras de su vida en torno a los ideales que tuvo como parte de la generación del 80. Los relieves se llaman: La creación, creció la población, virtud cívica, se conciliaron los poderes, consolidó la paz nacional, el tiempo del trabajo, ciudad universitaria.
A pocos metros de la plaza, fue construido en 1884 uno de los primeros edificios públicos platenses, el Ministerio de Gobierno, también diseñado por el ingeniero Benoit. Este edificio fue destruido en la década de 1950 para dar lugar al actual edificio del Ministerio de Infraestructura (ex Obras Públicas), un bloque moderno de varios pisos y fachadas con parasoles metálicos azules.
En 1905, cuando se creó la Universidad Nacional de La Plata, el Gobierno de la Provincia cedió a la nueva institución uno de los terrenos en los bordes de la Plaza Rocha. En 1924, se dio lugar a la creación de la Escuela Superior de Bellas Artes (luego Facultad) y comenzaron las obras de construcción de su edificio en este lote, que culminaron después de diez años. En este lugar también se instaló la Biblioteca Pública de la Universidad.
En 2013, fue inaugurado a pocos metros de la Facultad de Bellas Artes el nuevo edificio “Noche de los Lápices”, que la Universidad construyó para el Bachillerato de Bellas Artes de La Plata, antes alojada en el mismo edificio que la Biblioteca y la Facultad.

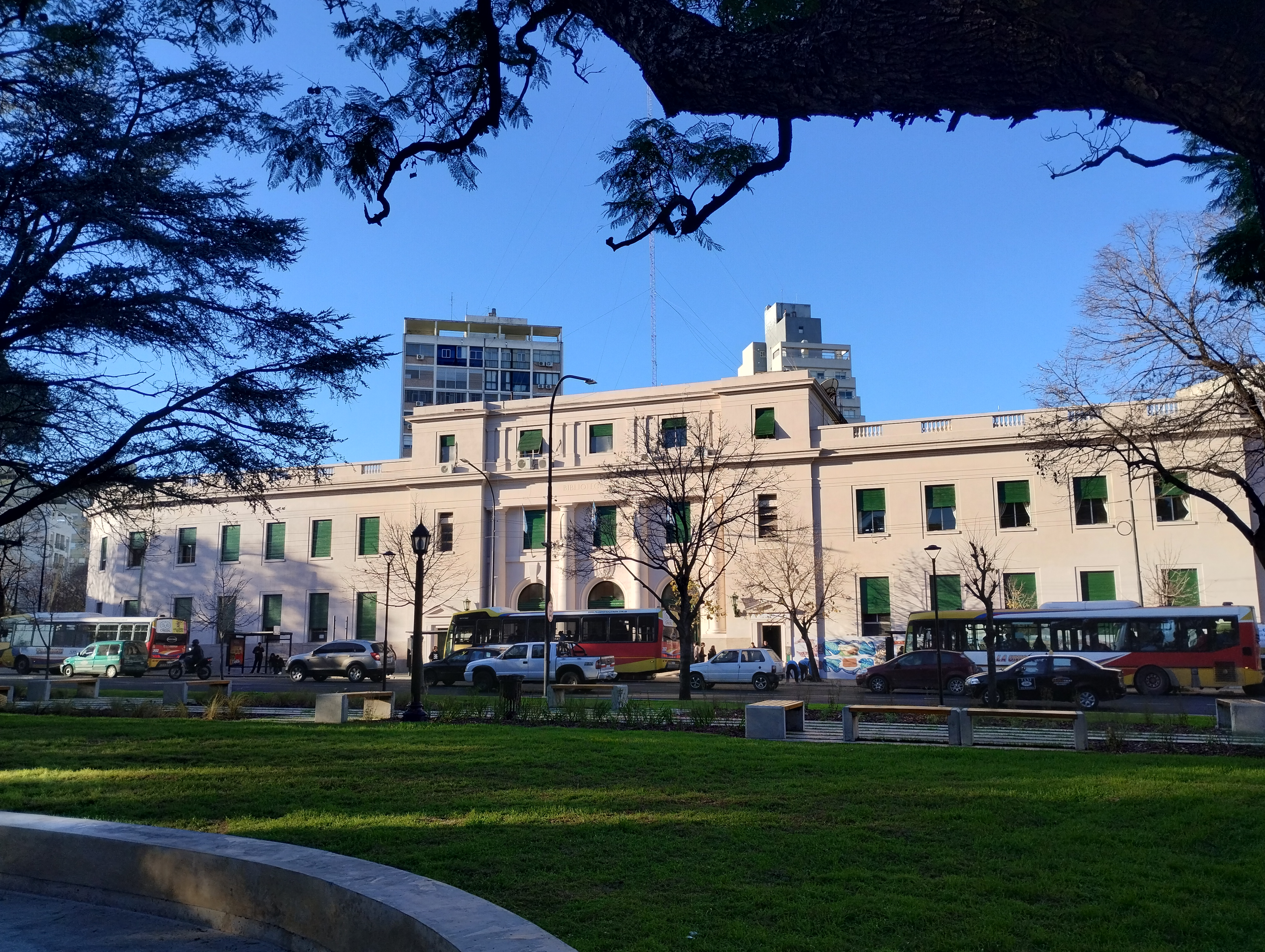
Fachada de la Biblioteca Pública de la Universidad Nacional de La Plata frente a Plaza Rocha.

## Enlaces relacionados
- Plazas de La Plata
- La Plata

## Galería

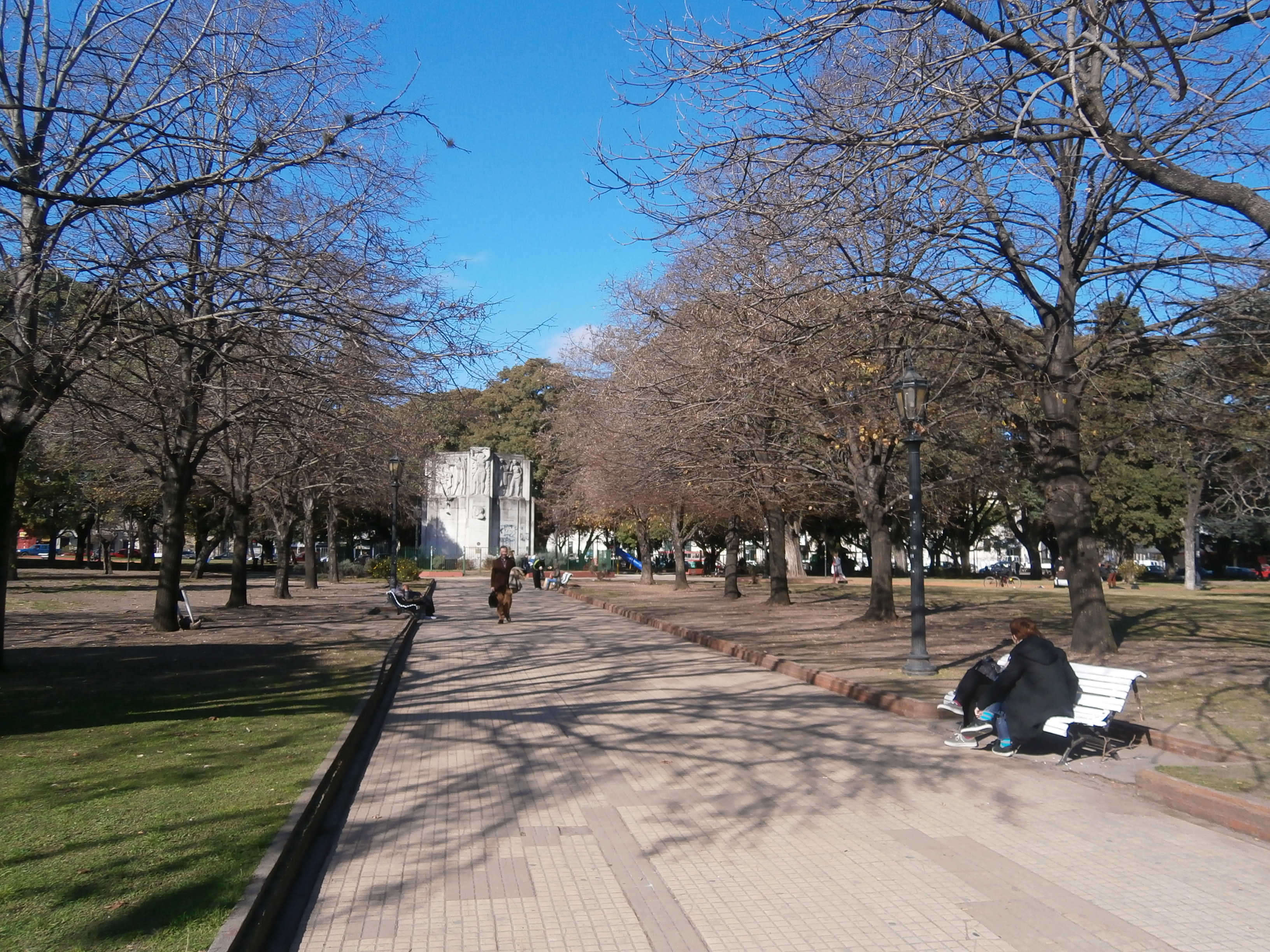
Sendero y monumento.
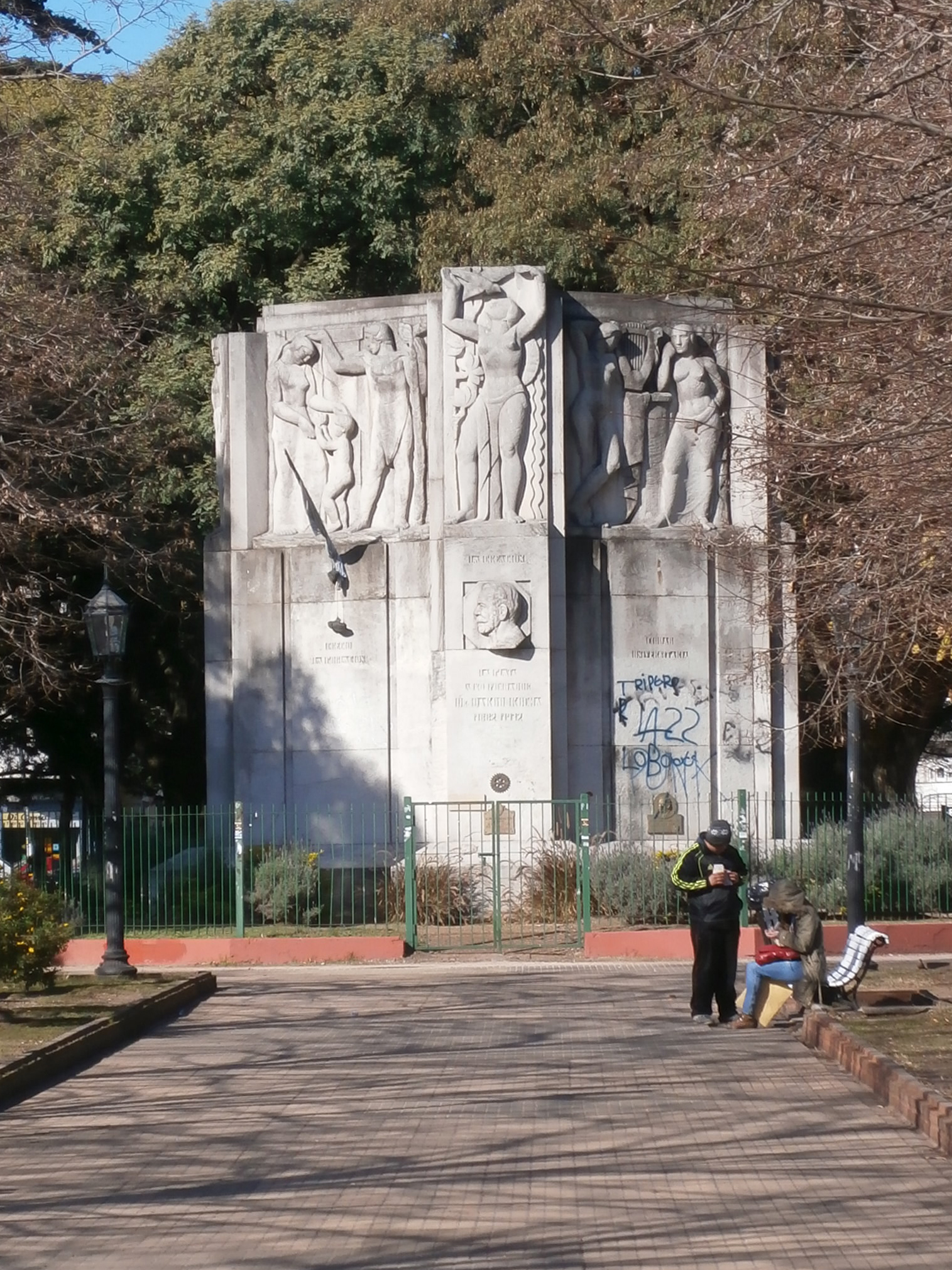
Monumento a Dardo Rocha.
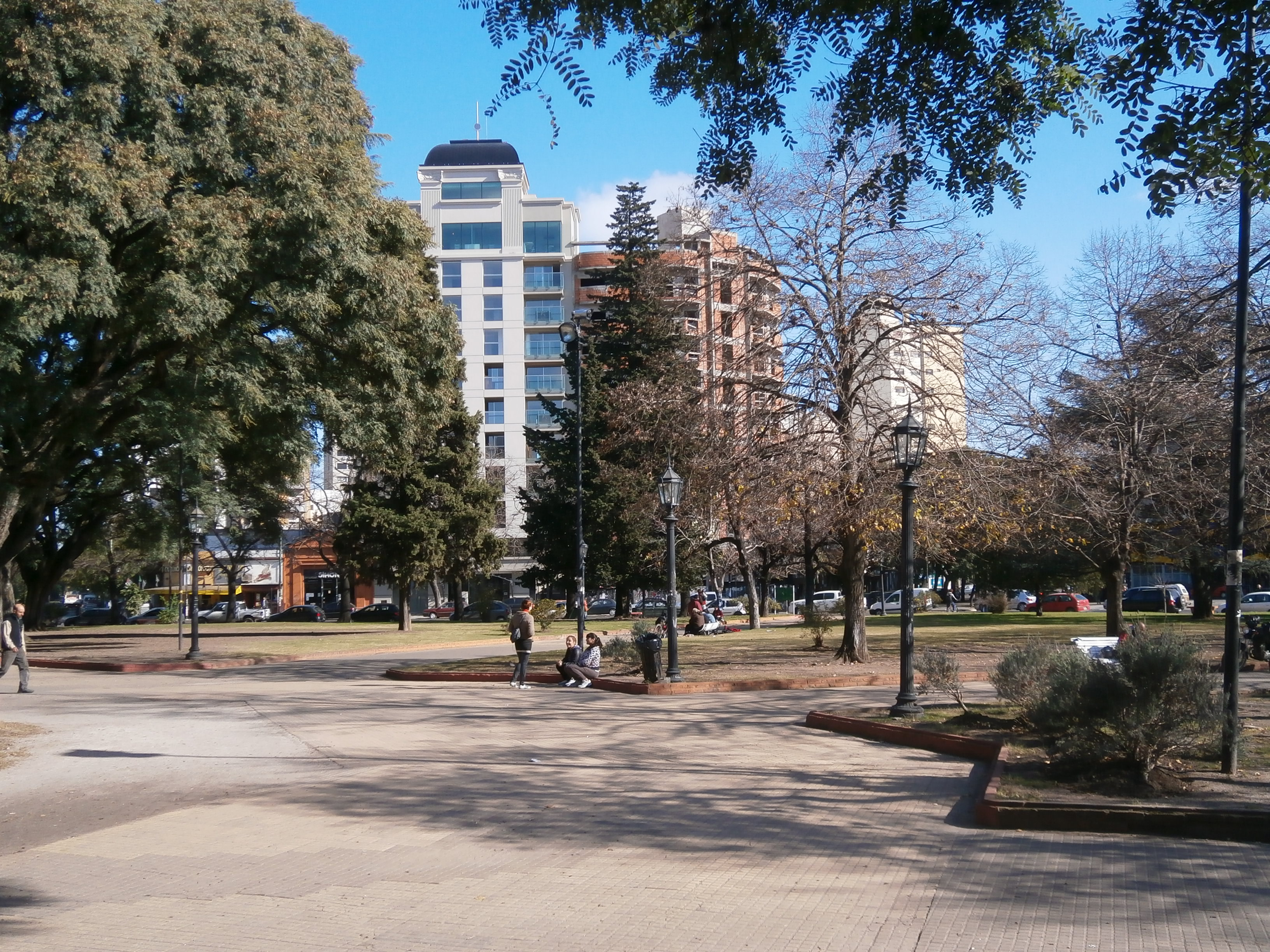
Nuevos edificios residenciales.
Monumento a Dardo Rocha (entre 1951 y 1961).